# Чиро-Марина
Чиро-Марина (італ. Cirò Marina, сиц. Cirò Marina) — муніципалітет в Італії, у регіоні Калабрія,  провінція Кротоне.
Чиро-Марина розташоване на відстані близько 490 км на південний схід від Рима, 70 км на північний схід від Катандзаро, 32 км на північ від Кротоне.
Населення — 14 973 особи (2014).
Щорічний фестиваль відбувається 10 травня. Покровитель — San Cataldo.

## Демографія
Населення за роками:

Станом на 1 січня 2023 року в муніципалітеті офіційно проживали 844 іноземці з 38 країн, серед них 379 громадян країн Євросоюзу та 79 громадян України.

## Сусідні муніципалітети
- Чиро
- Мелісса